# Senna (film)
Senna is een sportdocumentaire uit 2010 dat het leven en de dood van de Braziliaanse drievoudig Formule 1-kampioen Ayrton Senna beschrijft. Het is de vierde film die door Asif Kapadia is geregisseerd, geproduceerd door ESPN/Working Title, gedistribueerd door Universal Pictures/Walt Disney Pictures. De film won een Satellite Award in de categorie beste documentaire.
In Nederland verscheen de film niet in de bioscoop, maar beleefde op 27 november 2011 haar tv-première na de Grand Prix Formule 1 van Brazilië op RTL7.

## Plot
De film begint met Senna's eerste kilometers in de Formule 1 in 1984, waar het kort het begin van zijn carrière beschrijft bij Toleman en Lotus voordat geconcentreerd wordt op zijn carrière bij McLaren. De documentaire gaat vooral over Senna's tijd bij McLaren, het worden van een wereldkampioen, zijn rivaliteit met teamgenoot Alain Prost en zijn politieke strijd met het toenmalige hoofd van de FISA Jean-Marie Balestre. Ook laat de film de climax zien van de Formule 1-seizoenen van 1989 en 1990, waar Senna en Prost betrokken waren bij controversiële crashes die uiteindelijk de wereldtitel beslisten.
Na een kort overzicht van de daaropvolgende seizoenen, die technisch gedomineerd werden door Williams, bereikt de film zijn finale wanneer Senna overstapt naar Williams in 1994, waar Senna uiteindelijk in de Grand Prix van San Marino verongelukt. De film eindigt met de familie Senna en Senna's beste vrienden uit de Formule 1 die rouwen bij zijn begrafenis.
Ook werden verschillende privéfilms van de familie Senna gebruikt en zijn er beelden uit interviews met mensen die Senna kenden. Hierin wordt hij beschreven als subliem, spiritueel, soms meedogenloos, maar ook als privé, nederig en fel patriottisch.